# Cyruscilinder

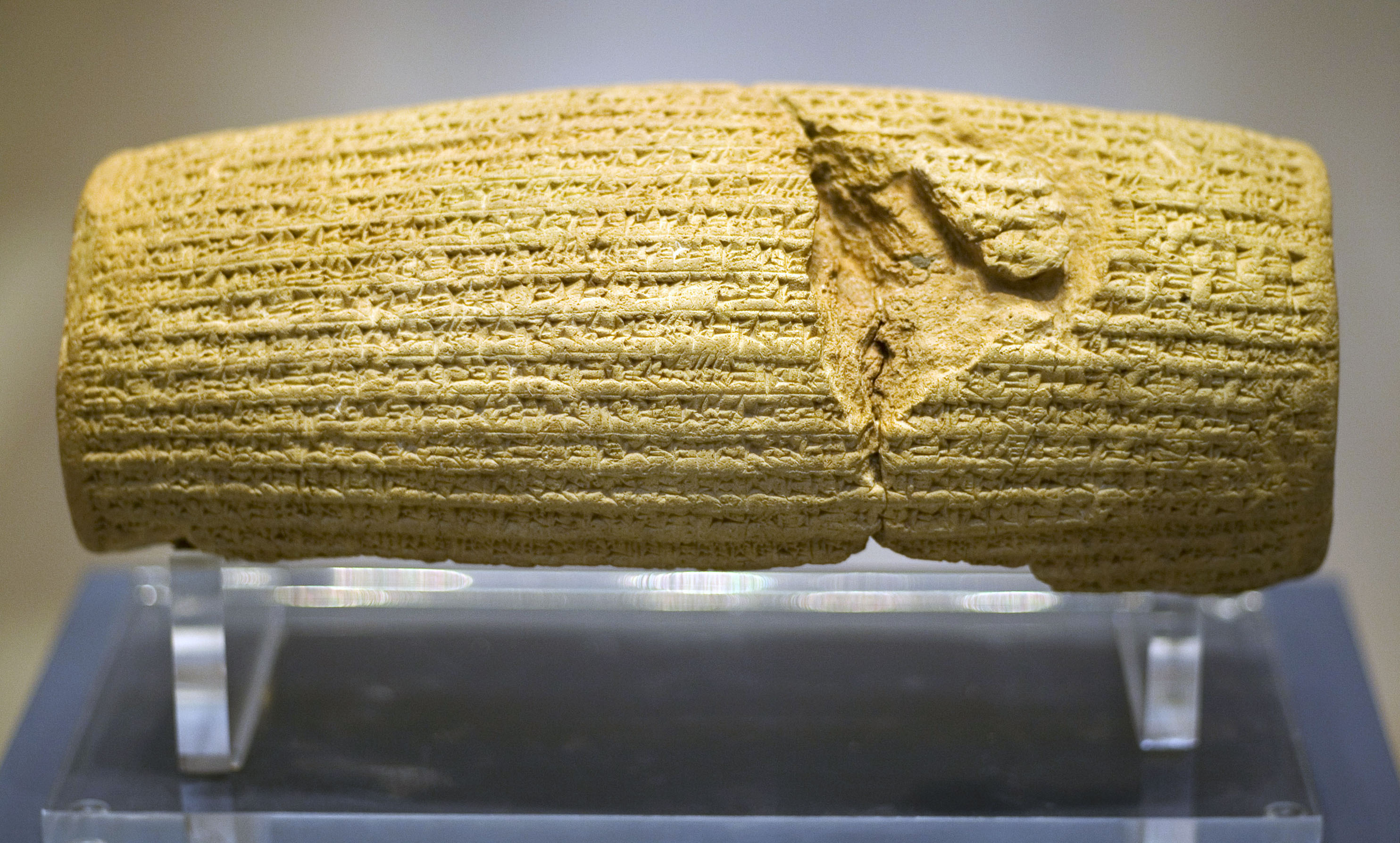
Vooraanzicht van de Cyruscilinder

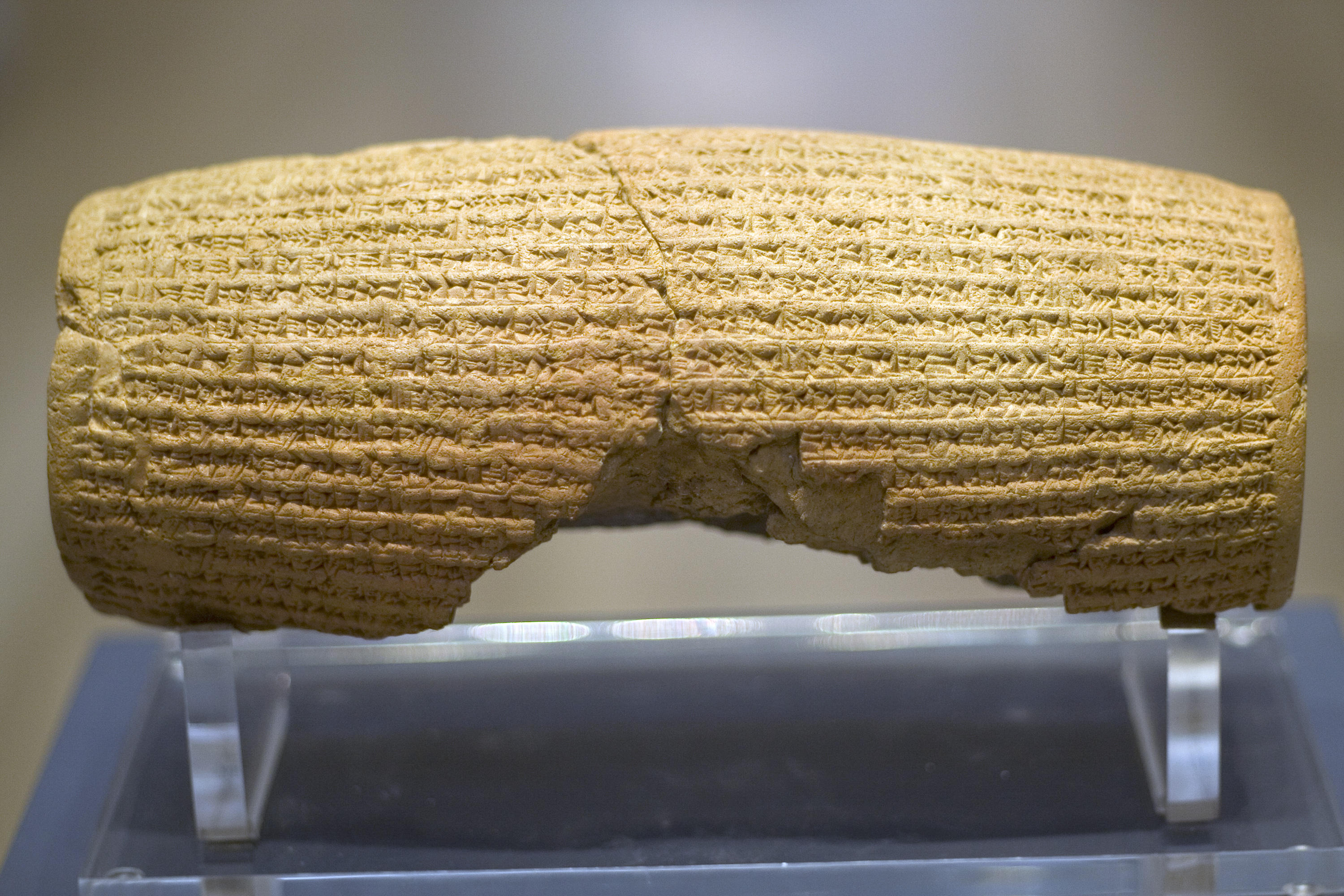
Achteraanzicht van de Cyruscilinder

De Cyruscilinder (Perzisch: منشور کوروش) is een antieke kleicilinder, in verschillende fragmenten uiteen gebroken, waarop in Akkadisch spijkerschrift een declaratie is geschreven uit naam van de Perzische koning Cyrus II de Grote. Hij dateert uit de zesde eeuw v.Chr. en werd gemaakt als funderingsdepot na de Perzische verovering van Babylon in 539 v.Chr., toen Cyrus het Nieuw-Babylonische Rijk bij zijn eigen rijk inlijfde en zijn nomadenbestaan opgaf. Het object werd in 1879 door Hormuzd Rassam gevonden in Babylon in Mesopotamië, het huidige Irak. Deze opgraving werd gesponsord door het British Museum, waar de cilinder zich sinds 1880 bevindt.
Het voorwerp werd vervaardigd om de start te markeren van het herbouwen van de Babylonische stadsmuur. Volgens een eeuwenoude Mesopotaamse traditie lieten nieuwe koningen bij de bouw van een paleis of tempel inscripties achter over hun beweegredenen voor de werken, waarbij ze ook andere daden uit hun leven niet onvermeld lieten. Deze vorm van communicatie richtte zich niet zozeer tot de onderdanen, maar tot de goden en het nageslacht.
De tekst op de cilinder prijst Cyrus en beschrijft zijn afkomst en plaats in een lijn van koningen. De laatste Babylonische koning Nabonidus, die was verslagen door Cyrus, wordt neergezet als een tiran en zijn lage afkomst wordt afgezet tegen de koninklijke afkomst van Cyrus. Van Cyrus wordt gezegd dat hij is uitverkoren door de Babylonische god Marduk om de orde en vrede in Babylonië te herstellen. Volgens de tekst werd Cyrus verwelkomd door de bevolking van Babylon als hun nieuwe heerser, en dat hij de stad in vrede betrad. De tekst roept Marduk op om Cyrus en zijn zoon Cambyses II te helpen en te beschermen. Cyrus wordt geprezen als een koning die het leven van de bewoners van Babylon verbeterde en de goden en hun vereerders liet terugkeren naar hun tempels en heiligdommen in de steden van Mesopotamië. De tekst sluit af met de vermelding dat Cyrus de stadsmuur van Babylon liet herstellen en dat hij daarbij een vergelijkbare inscriptie van een eerdere koning vond.
De Cyruscilinder is door joodse en christelijke apologeten vaak gezien als bewijs voor het boek Ezra, waarin verhaald wordt over het einde van de Babylonische ballingschap, omdat in de tekst op de cilinder melding wordt gemaakt van het herstel van tempels en de terugkeer van gedeporteerden. Deze interpretatie is omstreden omdat de cilinder alleen Mesopotamische heiligdommen vermeldt. De joden, Juda of Jeruzalem worden niet genoemd. 

## Symbool voor mensenrechten dan wel vroege constitutie
De cilinder is ook wel gepresenteerd als oudst bekende symbool voor het aanvaarden van universele mensenrechten. Dit was onderdeel van een campagne onder de Iraanse Sjah Mohammad Reza al-Pahlavi, die in 1971 het 2500-jarige bestaan van de Iraanse monarchie liet vieren met Cyrus als stichter. Hij liet in Teheran een monument bouwen om de Cyruscilinder tijdelijk tentoon te stellen. Na de revolutie van 1979 is het monument omgedoopt tot Vrijheidstoren. De Sjah liet een replica van de cilinder vervaardigen en ldeze als "eerste mensenrechtencharter" overhandigen aan de secretaris-generaal van de Verenigde Naties, Oe Thant (1971), waarna deze in het VN hoofdkantoor als zodanig werd tentoongesteld.
De Nederlandse geschiedkundige Van der Spek noemde dit in 2014 anachronistisch en een onjuiste interpretatie van een situatie in de oudheid, door het redeneren vanuit een moderne optiek. De perzische koningen hadden het voor het zeggen en er bestond geen algemeen recht van inspraak. Ook was de interpretatie in strijd met de cilindertekst zoals hij die op dat moment kende. Cyrus liet de horigheid niet afschaffen, wel maakte hij een einde aan de nieuwe herendiensten die zijn voorganger Nabonidus had ingevoerd. Ook de religieuze tolerantie van Cyrus werd door de Sjah overdreven, het zou een diplomatieke boodschap zijn aan de door de Sjah verbannen ayatollah Khomeini en de sji’itische geestelijkheid, de scheiding van kerk en staat te accepteren. Er kwamen vervalste vertalingen in omloop, zelfs aangehaald door Nobelprijswinnares Shirin Ebadi in haar dankwoord.
De cilindertekst wordt tegenwoordig veelal geïnterpreteerd als een vroege declaratie van een koning die aan het begin van zijn regering staat. Neil MacGregor, de directeur van het British Museum, noemde de cilinder "the first attempt we know about running a society, a state with different nationalities and faiths—a new kind of statecraft." In 2010 was de cilinder opnieuw in Iran voor een tentoonstelling.